# ペルフェティ・ファン・メレ
ペルフェティ・ファン・メレ（Perfetti Van Melle N.V., PVM）は、オランダのファン・メレ社 (Van Melle) とイタリアのペルフェティ社 (Perfetti) が2001年に合併して設立された企業。世界150ヵ国以上で展開する製菓会社である。オランダのブレダとイタリアのライナーテに本社を置く。
主にガムやキャンディなどの製造元として知られている。菓子メーカーとしては世界最大級の規模を持ち、従業員は全体で約14000人、年間売り上げは約65億ユーロである。日本ではメントスやFRISKの製造元として知られており、こちらはファン・メレ社の商品で全てオランダの工場で製造されている。
2006年にスペインのチュッパチャプス社を約4億ユーロで買収し、100％子会社に置いている。

## 商品一覧
- メントス
- メントスガム
- FRISK
- フリスクガム
- アルペンリーベ・ロリポップ
- ハッピーデント・ホワイト
- チュッパチャプス